# Monte Beney
Il Monte Beney, con i suoi 1000 m di altezza è la vetta più elevata dei La Grange Nunataks, nel versante settentrionale della Catena di Shackleton, nella Terra di Coats in Antartide. 
Fu grossolanamente mappato per la prima volta nel 1957 dalla Commonwealth Trans-Antarctic Expedition (CTAE) e fotografato dagli aerei della U.S. Navy nel 1967. Ricevette questa denominazione dal Comitato britannico per i toponimi antartici (UK-APC) in onore del sergente Ivor C. Beney, membro della spedizione britannica alla stazione Shackleton organizzata in occasione dell'Anno geofisico internazionale del 1957, il quale aveva collaborato alla preparazione della CTAE negli anni 1955-58.